# Colli della Sabina rosso novello
Il Colli della Sabina rosso novello è un vino DOC la cui produzione è consentita nelle province di Rieti e Roma.

## Caratteristiche organolettiche
- colore: rosso rubino
- odore: fragrante, fine, caratteristico
- sapore: asciutto, sapido

## Produzione
Provincia, stagione, volume in ettolitri
- nessun dato disponibile